# Brimfield (Ohio)
Brimfield es un lugar designado por el censo ubicado en el condado de Portage en el estado estadounidense de Ohio. En el Censo de 2010 tenía una población de 3343 habitantes y una densidad poblacional de 322,12 personas por km².

## Geografía
Brimfield se encuentra ubicado en las coordenadas 41°5′44″N 81°21′4″O / 41.09556, -81.35111. Según la Oficina del Censo de los Estados Unidos, Brimfield tiene una superficie total de 10.38 km², de la cual 10.28 km² corresponden a tierra firme y (0.92%) 0.1 km² es agua.

## Demografía
Según el censo de 2010, había 3343 personas residiendo en Brimfield. La densidad de población era de 322,12 hab./km². De los 3343 habitantes, Brimfield estaba compuesto por el 95.3% blancos, el 2.42% eran afroamericanos, el 0.18% eran amerindios, el 0.72% eran asiáticos, el 0% eran isleños del Pacífico, el 0.03% eran de otras razas y el 1.35% pertenecían a dos o más razas. Del total de la población el 0.78% eran hispanos o latinos de cualquier raza.